# Liste der Biografien/Schue
Liste der Biografien |
Portal Biografien |
Personensuche
# |
A |
B |
C |
D |
E |
F |
G |
H |
I |
J |
K |
L |
M |
N |
O |
P |
Q |
R |
S |
T |
U |
V |
W |
X |
Y |
Z |
?
 
Sa |
Sb |
Sc |
Sd |
Se |
Sf |
Sg |
Sh |
Si |
Sj |
Sk |
Sl |
Sm |
Sn |
So |
Sp |
Sq |
Sr |
Ss |
St |
Su |
Sv |
Sw |
Sy |
Sz
 
Sca–Sce |
Sch |
Sci–Scz
 
Scha |
Schc |
Schd |
Sche |
Schg |
Schi |
Schj |
Schk |
Schl |
Schm |
Schn |
Scho |
Schp |
Schr |
Schs |
Scht |
Schu |
Schv |
Schw |
Schy
 
Schua |
Schub |
Schuc |
Schud |
Schue |
Schuf |
Schug |
Schuh |
Schui |
Schuk |
Schul |
Schum |
Schun |
Schuo |
Schup |
Schuq |
Schur |
Schus |
Schut |
Schuu |
Schuv |
Schuw |
Schuy |
Schuz
Die Liste der Biografien führt alle Personen auf, die in der deutschsprachigen Wikipedia einen Artikel haben. Dieses ist eine Teilliste mit 35 Einträgen von Personen, deren Namen mit den Buchstaben „Schue“ beginnt.

## Schue
- Schué, Dieter (* 1940), deutscher Schriftsteller
- Schue, Engelbert (1772–1847), deutscher römisch-katholischer Geistlicher und Hochschullehrer
- Schué, Johannes (1792–1867), katholischer Theologe, Philologe und Schulleiter

### Schuec
- Schuech, Ferdinand (1919–1992), österreichischer Tischtennisspieler
- Schuëcker, Edmund (1860–1911), österreichischer Harfenist und Komponist
- Schuëcker, Heinrich (1867–1913), österreichisch-amerikanischer Harfenist
- Schuëcker, Joseph E. (1886–1938), Harfenist und Musikpädagoge
- Schuecker, Maximilian (* 1998), österreichischer Basketballspieler

### Schueg
- Schuegraf, Joseph Rudolph (1790–1861), Historiker und Mundartforscher
- Schuegraf, Marian, deutsche Diplomatin
- Schuegraf, Oliver (* 1969), deutscher evangelisch-lutherischer Theologe
- Schuegraf, Wolf-Dieter (* 1940), deutscher Dipl.-Kaufmann und ehemaliger Direktor der Öffentlichen Bücherei Braunschweig
- Schuegraf, York, deutscher Diplomat

### Schuel
- Schueler, Carl (* 1956), US-amerikanischer Geher
- Schuelke, Paul (1873–1954), deutscher Landrat
- Schueller, Eugène (1881–1957), französischer Chemiker, Gründer von L’OréalEugène Schueller (1881–1957)

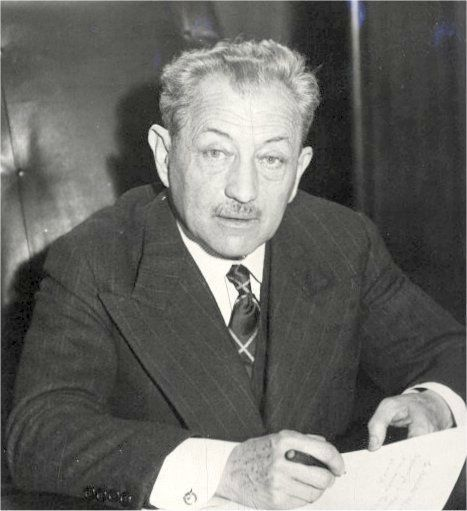
Eugène Schueller (1881–1957)

### Schuem
- Schuemmer, Silke Andrea (* 1973), deutsche Schriftstellerin, Kunsthistorikerin und freie Journalistin

### Schuen
- Schuen, Andrè (* 1984), italienischer Opernsänger (Bariton)Andrè Schuen (* 1984)

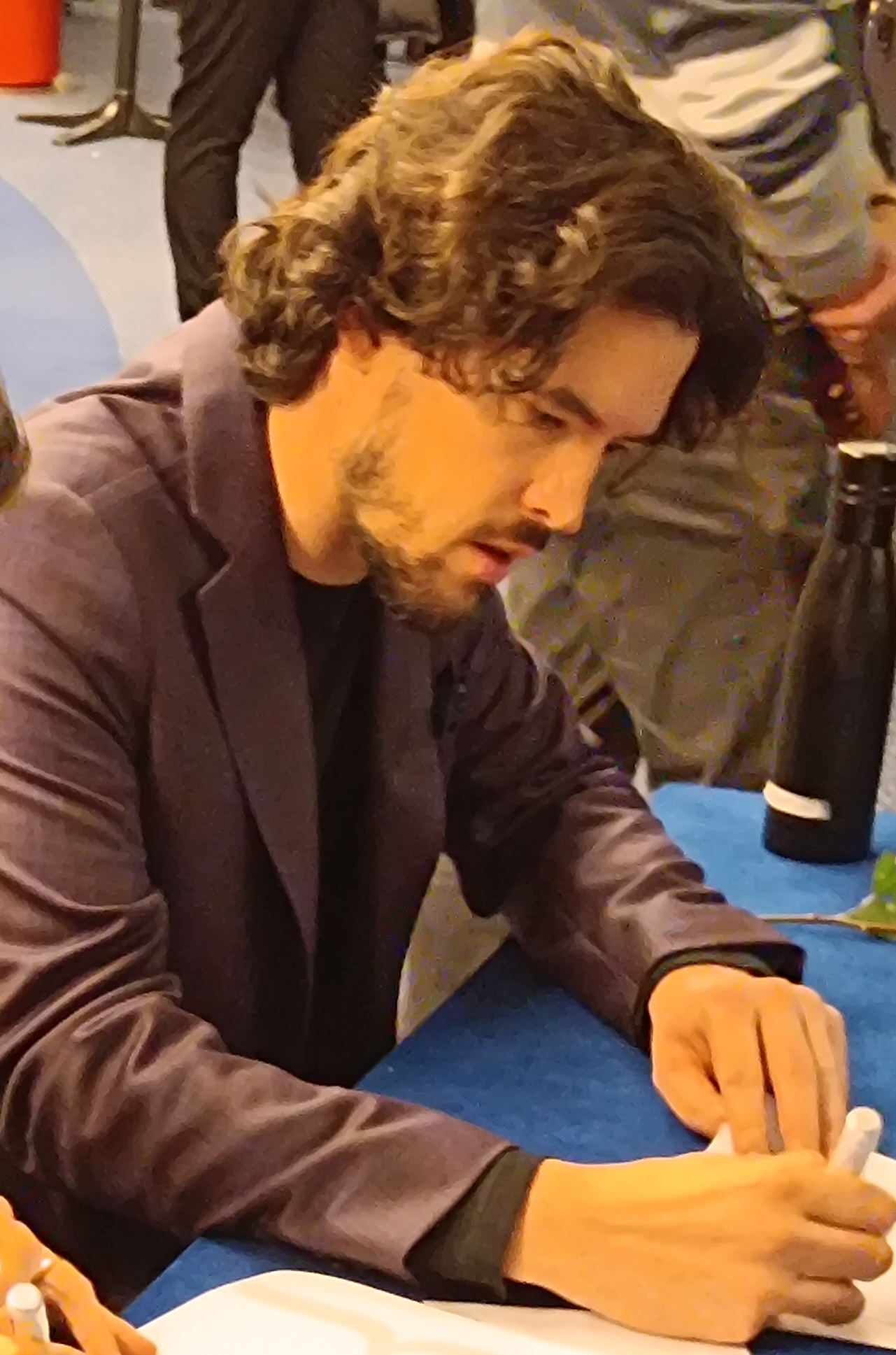
Andrè Schuen (* 1984)

- Schuen, Elisabeth, italienische Musikerin (Südtirol)
- Schuen, Marlene, italienische Musikerin (Südtirol)
- Schuenke, Christa (* 1948), deutsche Literaturübersetzerin

### Schuep
- Schüepp, Guido (* 1934), Schweizer Theologe
- Schueppel, Uli M (* 1958), deutscher Filmregisseur und Dokumentarfilmer

### Schuer
- Schuerman, James (* 1957), US-amerikanischer Geistlicher und römisch-katholischer Weihbischof in Milwaukee
- Schuermans, Jens (* 1993), belgischer Radrennfahrer

### Schues
- Schües, Christina (* 1959), deutsche Philosophin
- Schües, Nikolaus H. (* 1965), deutscher Reeder
- Schües, Nikolaus W. (* 1936), deutscher Reeder
- Schües, Walter (1880–1948), deutscher Versicherungsdirektor, MdHB
- Schües, Walter Georg (1905–1976), deutscher Versicherungskaufmann und Unternehmer
- Schuessler, Philip (* 1976), US-amerikanischer Komponist

### Schuet
- Schuette, Bill (* 1953), US-amerikanischer Politiker
- Schuette, Marie (1878–1975), deutsche Kunsthistorikerin
- Schuetz, Erik Markus (* 1973), deutscher Schauspieler, Regisseur, Stuntman, Stunt-action Koordinator und Kampfsportler
- Schuetz, Leonard W. (1887–1944), US-amerikanischer Politiker